# Derrick Caracter
Derrick Eugene Caracter (Fanwood, Nueva Jersey, 4 de mayo de 1988) es un exjugador de baloncesto estadounidense que disputó ocho temporadas como profesional, una de ellas en la NBA. Con 2,06 metros de estatura, jugaba en la posición de ala-pívot.

## Trayectoria deportiva

### High School
Su vida en el instituto fue un continuo problema debido a su indisciplina. Pasó por tres high school diferentes y nunca se interesó por los estudios. Probó a jugar al fútbol americano y al béisbol, pero pronto se dio cuenta de que su vida era el baloncesto. Su actitud pareció corregirse cuando llegó a Notre Dame Preparatory School, pero académicamente continuó siendo un desastre.

### Universidad
Tras acabar su etapa de instituto, tuvo que consituar sus estudios y su carrera deportiva en la NCAA, ya que las normas de la NBA no permiten dar el salto a profesionales sin pasar por la universidad, como era su pretensión. Llegó a los Cardinals de la Universidad de Louisville en 2006, destino elegido por afinidades con un ayudante de Rick Pitino, su entrenador. Llegó pasado de peso (145 kilos para sus 2,06 metros de estatura), por lo que el entrenador le impuso un severo régimen y no le permitió jugar hasta que alcanzara un peso óptimo. En su primera temporada se perdió 16 partidos por ese motivo, y promedió en el resto 8,1 puntos y 3,9 rebotes.
Tras una segunda temporada con los Cardinals donde no mejoraron sustancialmente las cosas, en 2008 fue transferido a los Miners de la Universidad de Texas en El Paso, donde comenzó a centrarse más en su trabajo. Debido a las normas de la NCAA tuvo que pasarse un año sin competir, y tras perderse los 5 primeros partidos de la temporada 2009-10, en su segunda aparición con los Miners consiguió el cuarto doble-doble de su carrera, tras lograr tres en Louisville, anotando 15 puntos y capturando 15 rebotes ante Alcorn State.
Su partido más completo de la temporada lo disputó ante la Universidad de Houston, consiguiendo 22 puntos y 13 rebotes. Al término de la temporada fue incluido en el segundo mejor quinteto de la Conference USA, y en el primer equipo del distrito por la NABC.

#### Estadísticas
| Temporada | Equipo               | Partidos | Min. | %TC  | %TL  | Pts. | Reb. | Asts. | Rob. | Tap. | FP  |
| --------- | -------------------- | -------- | ---- | ---- | ---- | ---- | ---- | ----- | ---- | ---- | --- |
| 2006–07   | Louisville Cardinals | 18       | 13,3 | 55,8 | 52,7 | 8,1  | 3,9  | 0,3   | 0,3  | 0,4  | 2,9 |
| 2007–08   | Louisville Cardinals | 35       | 16,9 | 55,2 | 63,0 | 8,3  | 4,5  | 0,5   | 0,6  | 0,9  | 3,1 |
| 2009–10   | UTEP Miners          | 27       | 26,7 | 56,7 | 67,2 | 14,1 | 8,1  | 1,1   | 1    | 0,9  | 3,0 |

### Profesional
Fue elegido en la quincuagésimo octava posición del Draft de la NBA de 2010 por Los Angeles Lakers, quienes, tras verse sorprendidos por su gran actuación en la Liga de Verano de Las Vegas, donde lideró a su equipo con 15,4 puntos, 8,6 rebotes 1,4 tapones y un 59% de acierto en los tiros de campo, lo ficharon para la temporada 2010-11.
En septiembre de 2014 se incorporó al Flamengo de Brasil sólo para disputar la Copa Intercontinental FIBA 2014 -la cual fue ganada por su equipo- y para enfrentar a franquicias de la NBA en una gira por los Estados Unidos.
[actualizar]
En diciembre de 2016 firma por Atlético Echagüe.
[actualizar]

## Estadísticas de su carrera en la NBA

### Temporada regular
| Año     | Equipo      | PJ | PT | MPP | %TC  | %3P  | %TL  | RPP | APP | ROB | TPP | PPP |
| ------- | ----------- | -- | -- | --- | ---- | ---- | ---- | --- | --- | --- | --- | --- |
| 2010-11 | L.A. Lakers | 41 | 0  | 5.2 | .485 | .000 | .739 | 1.0 | .2  | .1  | .2  | 2.0 |
| Total   |             | 41 | 0  | 5.2 | .485 | .000 | .739 | 1.0 | .2  | .1  | .2  | 2.0 |